# Jessamyn Stanley
Pour les articles homonymes, voir Stanley.
Jessamyn Stanley, née le 27 juin 1987, est une professeure de yoga et une autrice américaine. Elle s'implique dans le mouvement d'acceptation de tous les corps, dit body positive. Elle a également écrit le livre Every Body Yoga: Let Go of Fear, Get On the Mat, Love Your Body..

## Livre
Son livre Every Body Yoga publié en 2017 est à la fois une biographie partielle mais également un guide de yoga. Stanley y relate quelques épisodes de sa vie sur un ton personnel. Elle décrit également des poses de yoga, dont elle indique les possibles adaptations selon les possibilités de chacun. Elle y propose, en conclusion de chapitres relatant des émotions intenses ou des situations particulières, plusieurs séries d'exercices ciblés.

## Récompenses
- Shorty Award dans la catégorie Best in Healthy Living, 2016[2]
- Fast Company Most Creative People, 2017[3]